# Øster Tørslev Kirke
Øster Tørslev Kirke er en kirke i landsbyen Øster Tørslev knap 18 kilometer nordøst for Randers.
Den er opført i 1876, delvist af materialer fra en nedreven romansk kirke på samme sted, efter tegning af Frits Uldall.
Kirken hørte tidligere til Gjerlev Herred, Randers Amt).

## Eksterne kilder og henvisninger
- Øster Tørslev Kirke hos KortTilKirken.dk

- Wikimedia Commons har flere filer relateret til Øster Tørslev Kirke